# Nahamalaya
Il Nahamalaya fu uno Stato progettato (ma mai fondato) dall'Impero giapponese nella "grande area di prosperità dell'Asia orientale" dallo smembramento delle Indie olandesi, comprendente la penisola di Malaysia, Singapore, e l'isola di Sumatra. La capitale prevista era Singapore.